# Anna Perry
Anna Perry, posteriorment Anna Ferrer o Anna Ferrer Perry (Southend-on-Sea, Essex, 10 d'abril de 1947) és una cooperant britànica establerta a Anantapur, a l'Índia. Actualment és la presidenta i directora executiva de l'ONG de desenvolupament a l'Índia Fundació Vicente Ferrer.

## Orígens i viatge a l'Índia
Nascuda a Southend-on-Sea, a Essex, Anglaterra, Anna era la petita de tres germans, quan l'abril de 1963, amb 16 anys i amb el permís de la seva mare, va emprendre un llarg viatge fins a l'Índia, acompanyant al seu germà gran Terry, enginyer químic, la seva esposa i la seva filla d'un any. Terry va trobar treball en Dharampur i allà s'instal·là amb la seva família. La seva germana s'instal·la a la ciutat de Mumbai (Bombai) i es va matricular en un curs de secretariat de 9 mesos a la YMCA, després del qual, va seguir a l'escola, aleshores com a professora. Va començar a buscar feina, amb diversos intents fallits, i el 1965 la van contractar com a secretària del departament comercial del setmanari «Current».

## Trobada amb Vicenç Ferrer i Moncho
Tres anys més tard, l'abril de 1968, la revista la va enviar al districte de Mandman, per tal de realitzar un reportatge al jesuïta Vicenç Ferrer, nascut a Barcelona el 1920. El missioner, vist amb recel per les classes dirigents pel seu suport constant cap als més desfavorits, acabava de rebre una ordre d'expulsió de país per part de les autoritats de Maharastra. Això va generar un ampli moviment camperol a favor de Vicenç Ferrer. Anna va acabar sumant-se al moviment de suport, convertint-se en un dels seus membres més actius. En paral·lel, es va configurar un comitè de defensa constituït per intel·lectuals, polítics i líders religiosos. Després de la mediació de la primera ministra Indira Gandhi, l'expulsió es va acabar convertint en "unes curtes vacances" després de les quals "seria ben rebut una altra vegada a l'Índia". Finalment, Vicenç va tornar a l'Índia al costat d'Anna i diversos voluntaris, instal·lant-se en un dels estats més desèrtics i pobres: Andhra Pradesh. Anna va abandonar la seva professió i l'abril de 1970 es va casar amb Vicenç Ferrer, uns mesos després que abandonés la Companyia de Jesús. Anna i Vicent Ferrer van tenir tres fills: Tara (1971) que es traslladà a Austràlia, Moncho (1972) que segueix a l'Índia i Yamuna (1975) que resideix a Anglaterra.

## Portaveu dels drets de les dones
Anna Ferrer es va convertir des del primer moment en un dels pilars de l'organització, ferm suport de Vicente, mostrant una gran capacitat de lideratge i gestió. Extremadament afectada per la trista i injusta situació de la dona a l'Índia, es va erigir en portaveu de la lluita pels drets de totes les dones, especialment pels drets inalienables de les dones «intocables». A l'Índia, no admetien ni la més mínima concessió a saltar-se les normes que regien la separació de classes.
Des del començament, els Ferrer van fer tot el possible perquè les dones fossin valorades i respectades en el seu entorn. Anna va posar tot el seu esforç en què les dones ocupessin llocs de responsabilitat dins de l'organització. Un dels seus primers objectius va ser la creació d'una xarxa sanitària que arribés a tota la població. Un altre objectiu ineludible va ser afavorir la integració social i laboral de les persones amb discapacitat. Vicente i Anna Ferrer es van imposar com a objectiu treure de la pobresa el nombre més gran possible de persones. Van pensar fer-ho mitjançant l'establiment d'un desenvolupament sostenible. Això implicava agricultura de conservació, microcrèdits, subministrament d'aigua, assistència sanitària i educació. Anna va ser, al costat de Vicente Ferrer, la impulsora del programa de desenvolupament. Així van aconseguir treure de la pobresa extrema a més de dos milions i mig de persones a l'Índia rural. Vicente sempre va ser el gran visionari que fixava objectius i aconseguia fons econòmics. Anna era el suport incondicional a la part organitzativa i administrativa.

## Creació de laFundació Vicente Ferrer
Fins al 1995, diverses organitzacions internacionals havien anat concedint fons econòmics per mantenir les activitats de la RDT. Aquestes valuoses col·laboracions s'havien complicat i la RDT necessitava urgentment disposar de seguretat econòmica. Per tal d'obtenir ajuts, el 1996 es va crear a Espanya la Fundació Vicente Ferrer. Actualment també hi ha una Fundació Vicente Ferrer a l'Índia. Les dues fundacions asseguren la recaptació d'ajudes per a finançar els projectes i programes de la RDT a l'Índia. Una de les més entusiastes col·laboradores a Espanya és Teresa Perales, campiona paralímpica de natació.
Des d'aquest moment, i fins a la seva mort al juny de 2009, Vicente i Anna Ferrer van liderar un programa de desenvolupament. Una dècada després de la desaparició de Vicente Ferrer, aquest projecte continua viu gràcies al suport de més de 130.000 col·laboradors. L'equip de treball és d'unes 2.900 persones, de les quals el 98% ho fan a l'Índia. Després de gairebé 50 anys de treball, la Fundació gestiona cinc hospitals, un especialitzat en malalts de sida; més de mil escoles, entre elles una per a nens cecs i una per a sords, i també una per a nens amb síndrome de Down i una altra per a nens amb minusvalideses; més de 4.000 cases construïdes; 5.000 pous i 420 petits embassaments; centenars de cooperatives femenines i l'apadrinament de 150.000 nens. Les persones beneficiades pels treballs de la RDT, que es troben en més de 3.000 municipis d'Andhra Pradesh, són més de tres milions de persones, i la major part d'elles pertanyen a la casta dels intocables. La continuïtat d'aquesta obra està en mans de la Fundació Vicente Ferrer. Els impulsors del major projecte solidari d'iniciativa privada han estat Anna Ferrer i Moncho Ferrer Perry.
Després que el març de 2009, Vicent Ferrer va patir una embòlia cerebral, i a conseqüència d'ella, va morir el 19 de juny de 2009, a l'edat de 89 anys, Anna Ferrer Perry es va convertir en la presidenta de la Fundació Vicente Ferrer, i la responsable d'establir l'estratègia de l'organització. A més, coordina l'equip de responsables que gestionen els diferents projectes que finança la Fundació.
El març de 2018, Anna va publicar un llibre titulat: "Un pacte d'amor. La meva vida al costat de Vicente Ferrer".